# Daniel Fryklund
Lars Axel Daniel Fryklund, född 4 maj 1879 i Västerås, död 25 augusti 1965 i Helsingborg, var en svensk musikforskare och musikinstrumentsamlare.
Fryklund avlade studentexamen i Västerås 1898, filosofie kandidatexamen i Uppsala 1903 och filosofie licentiatexamen 1906. Han promoverades till filosofie doktor 1907. Fryklund var lektor i Sundsvall 1910–1921 och i Helsingborg 1921–1944. Han ägnade större delen av sitt liv åt insamling av och forskning kring musikinstrument samt utgav flera värdefulla arbeten inom musikhistorieforskningen. Han var medarbetare i Svensk Uppslagsbok under signaturen D. F.
Fryklund byggde under sin levnadstid upp en samling som vid hans död kom att omfatta cirka 900 instrument, böcker, program, affischer samt omkring 10 000 musikhandskrifter och brev. Vid hans död donerades hela hans instrumentsamling till Kungliga Musikaliska Akademien. Numera förvaltas samlingen av Scenkonstmuseet och Musik- och teaterbiblioteket.

## Priser och utmärkelser
- 1932 – Svensk associé nr 163 av Kungliga Musikaliska Akademien
- 1932 – Riddare av franska Hederslegionen
- 1956 – Medaljen för tonkonstens främjande